# Iakov Iourovski
Iakov Mikhailovich Iourovski (Tomsk, 19 de junho de 1878 – Moscou, 2 de Agosto de 1938) foi um agente da polícia secreta Cheka, do governo revolucionário bolchevique de origem judia, que é creditado como o responsável por comandar o assassinato da Família Imperial Russa, desde Alexei, de quatorze anos, e as suas irmãs e aos seus pais o Czar Nicolau II e a Czarina Alexandra Romanov.

## Execução da família Romanov
Segundo o seu relatório, imediatamente antes da alvorada do dia  17 de julho de 1918, a família foi acordada e foi-lhes dito para se vestirem. Quando perguntaram o porquê dessa ordem, foi-lhes dito que precisavam de tirar uma fotografia para provar que ainda estavam vivos. Há também relatos de que foi lhes dito que havia um tiroteio, o que tornava os quartos superiores, onde dormiam, inseguros, e teriam que se mudar imediatamente para a cave. Uma vez vestidos, a família e o pequeno grupo de criados e profissionais da área de saúde que permaneceram com eles, foram levados para a cave e foi-lhes dito para esperarem. Anastásia seguiu a família, levando o seu cão Jimmy nos braços. Foi permitido a Nicolau, Alexandra e Alexei (no colo da mãe, a doença tornava-o frágil) que se sentassem em cadeiras providenciadas pelos guardas a pedido da imperatriz. Após vários minutos, os carrascos entraram na sala, conduzidos por Iakov Iourovski. Sem hesitação, Iourovski informou o czar e a sua família que iam ser todos  executados. O czar teve apenas tempo de perguntar "O quê?" e de se virar para a sua família, antes de ser abatido com uma bala na cabeça. A imperatriz e a filha Olga tentaram fazer o sinal da cruz, mas foram mortas na saraivada inicial de balas, atiradas pelos executores. Ambas foram mortas por tiros na cabeça. O resto da família e comitiva, foram mortos logo depois.

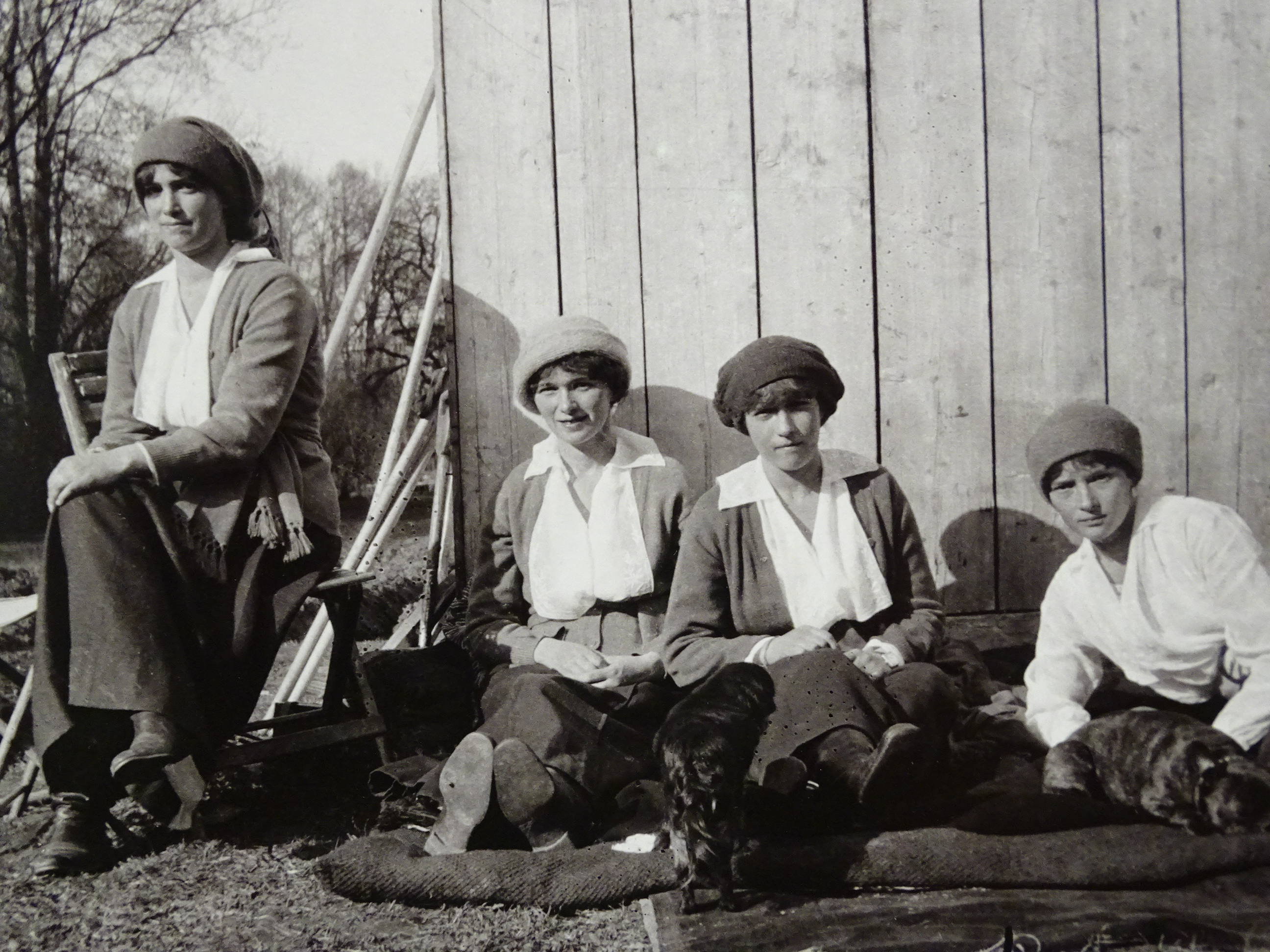
Maria, Olga, Anastásia e Tatiana, no cativeiro em Czarkoe Selo, 1917.

As últimas vítimas, Maria, Anastásia e a criada Demidova, estavam no chão, por baixo da única janela da cave. À medida que o carrasco se aproximava, Maria levantou-se e "lutou" com Ermakov, enquanto ele a tentava esfaquear. As jóias escondidas nas suas roupas (as jóias poderiam vir a servir para vender, e assegurar a subsistência da família), protegeram-na daquelas balas. Ermakov afirmou que a matou com um tiro na cabeça, de seguida, Ermakov fez o mesmo com Anastásia, mas não terá conseguido esfaqueá-la, matou-a com um tiro na cabeça. A caveira de Maria não mostrou sinais de balas e não se sabe ao certo se morreu com outro tiro no corpo ou se terá sido mesmo esfaqueada. Ermakov estava bêbado na altura dos assassinatos, é possível que o seu tiro tenha apenas passado de raspão a cabeça de Maria, deixando-a inconsciente e causando uma grande hemorragia, acabando por morrer. À medida que os corpos eram retirados da cave, as duas grã-duquesas deram sinais de vida, uma ainda se sentou e gritou, levantando um braço por cima da cabeça, enquanto a outra sangrava da boca, gemendo e mexendo-se ligeiramente. Olga e Tatiana morreram instantaneamente, o mais provável é que tivesse sido Maria e Anastásia, terem ficado gravemente feridas e com capacidade para se mexerem e gemer. Apesar do testemunho escrito de Ermakov não o referir, o carrasco contou à esposa que Anastásia foi morta à baioneta, enquanto Iourovski escreveu que, quando os corpos estavam a ser levados, uma das grã-duquesas gritou tendo sido golpeada na parte de trás da cabeça. Contudo, a caveira de Maria não mostra sinais de violência na cabeça. Os fragmentos queimados do corpo de Anastásia, descobertos em 2009, não forneceram a pista para a causa da sua morte.